# Red-Cloud-Krieg

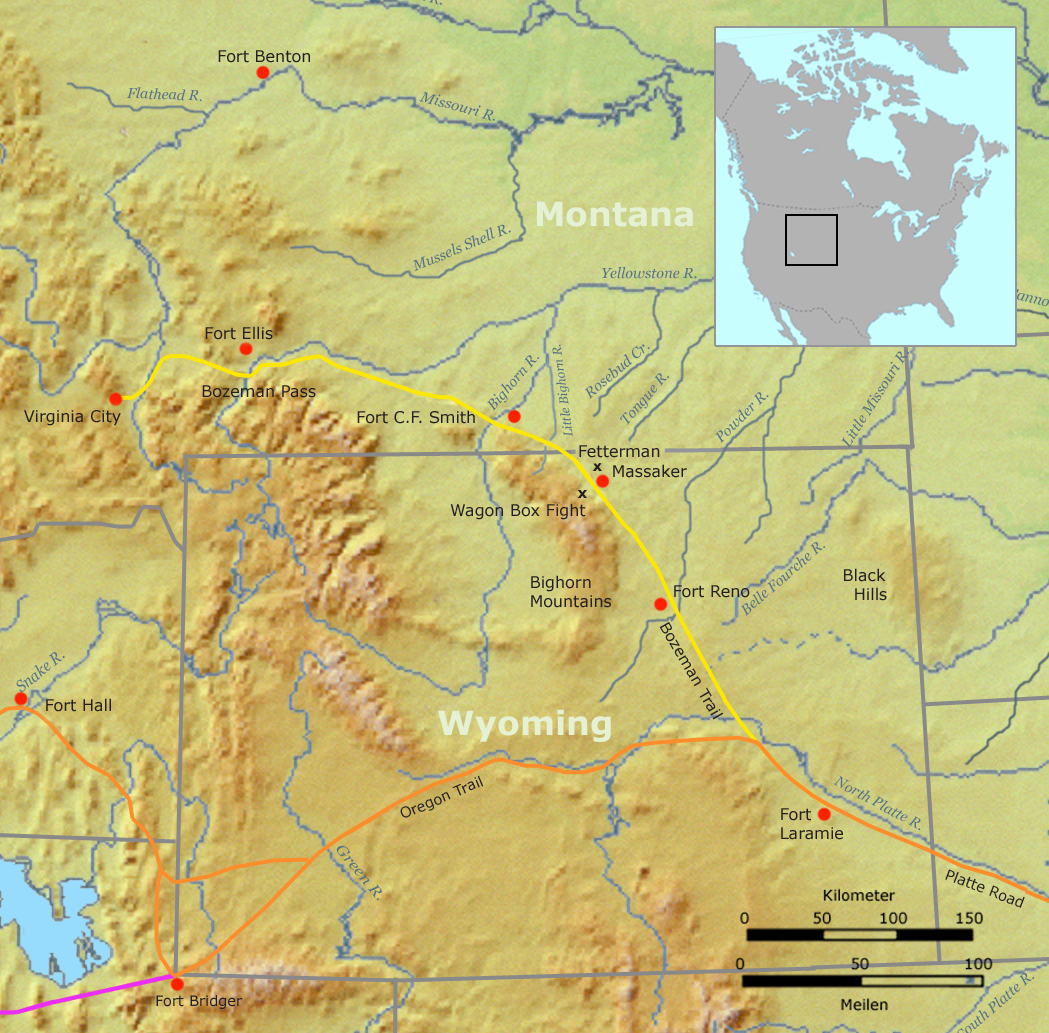
Route des Bozeman Trails (1863–1868)

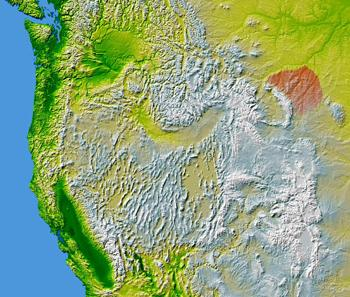
Karte des Nordwestens der USA, das Powder-River-Gebiet ist rot eingefärbt

Red Cloud

Der Red-Cloud-Krieg (engl. Red Cloud’s War), auch Bozeman-Trail- oder Powder-River-Krieg (1866–1868), nach dem Oglala-Führer Red Cloud benannt, war ein bewaffneter Konflikt zwischen den Vereinigten Staaten und Teilen der Lakota, der nördlichen Cheyenne sowie nördlichen Arapaho. Der Krieg wurde um die Kontrolle des Powder-River-Gebietes im nordzentralen heutigen Wyoming geführt, das entlang der Strecke des Bozeman Trail lag, einer Hauptzugangsstrecke zu den Goldfeldern des heutigen Montana. Der Krieg endete mit dem Vertrag von Fort Laramie 1868, welcher vorläufig einen vollständigen Sieg der Indianer bedeutete.

## Verlauf
Nachdem 1862 und 1863 Gold in Idaho und Montana entdeckt worden war, drangen Goldsucher und Siedler in die Siedlungsgebiete der Indianer ein, die sich daraufhin seit 1863 verstärkt mit Überfällen zur Wehr setzten. Nachdem die Armee mit ihrem Versuch gescheitert war, mit den Lakota einen Friedensvertrag abzuschließen, der Siedlern und Goldsuchern weiterhin die Nutzung des Bozeman-Trails erlaubte, begann sie 1866 mit militärischen Operationen unter dem Kommando von Colonel Henry B. Carrington zur Sicherung des Bozeman-Trails.
Die US-Regierung glaubte, der Krieg werde auf Seiten der Indianer federführend von Red Cloud organisiert. Jener war zwar ein prominenter Kriegsführer, aber einen allgemeinen Oberbefehlshaber hatten die Lakota, Cheyenne und Arapaho nicht.
Die Indianer konzentrierten sich primär darauf, die Versorgungstrecks der Armee anzugreifen sowie die entlang des Bozeman-Trails errichteten Forts zu belagern. Einen direkten Angriff auf befestigte Anlagen oder größere Armee-Einheiten vermieden sie jedoch. Die größten Gefechte des Krieges waren daher das sogenannte Fetterman-Massaker am 21. Dezember 1866, der Hayfield Fight (dt. Heuwiesen-Gefecht) am 1. August 1867 und der Wagon Box Fight (dt. Wagenburg-Gefecht) am 2. August 1867. Beim Fetterman-Massaker gelang es den Indianern, eine etwa 80 Mann starke Einheit unter dem Kommando von William Fetterman in einen Hinterhalt zu locken und vollständig aufzureiben. Abgesehen von der Schlacht am Little Bighorn war dies die schwerste Niederlage der US-Armee in den Indianerkriegen.
Bei den beiden anderen Gefechten gelang es im Jahr darauf jedoch einer jeweils sehr kleinen Anzahl von Soldaten, den Angriff von mehreren Hundert Indianern mit Hilfe moderner Gewehre (die zuvor genutzten Vorderlader waren in der Zwischenzeit durch Springfield-Hinterlader ersetzt worden) bei nur geringen eigenen Verlusten erfolgreich abzuwehren. Trotz dieser Erfolge wurde der Unterhalt der Militäroperationen entlang des Bozeman-Trails für die US-Regierung zu kostspielig, vor allem auch, da sie so kurz nach dem Ende des Sezessionskrieges noch große Truppeneinheiten in den besiegten Südstaaten finanzieren musste. Außerdem war absehbar, dass der Bozeman-Trail bald überflüssig werden würde, da die Eisenbahn der Union Pacific bald fertiggestellt sein würde. Die Regierung erfüllte daher im Friedensvertrag von Fort Laramie, der nach langwierigen Verhandlungen schließlich am 6. November 1868 unterzeichnet wurde, fast alle Forderungen Red Clouds, darunter auch die Räumung aller Befestigungen, die die US-Armee entlang des Bozeman-Trails errichtet hatte.

## Film
Verschiedene Geschehnisse des Red-Cloud-Kriegs, darunter das Fetterman-Massaker und der Wagon Box Fight, werden – mit historischen Ungenauigkeiten – in dem US-Western Tomahawk – Aufstand der Sioux aus dem Jahre 1951 aufgegriffen.